# 全日本不動産協会
公益社団法人全日本不動産協会（こうえきしゃだんほうじん ぜんにほんふどうさんきょうかい、All Japan Real Estate Association）は、中小の不動産会社で構成される公益社団法人である。略称は全日（ぜんにち）。「ウサギのマーク」で知られている。加盟会員数は3万7千を突破。

## 概要
1952年の宅地建物取引業法施行後まもなく設立され、不動産業界では最古の業界団体である。
よく似た名前の業界団体として一般社団法人不動産協会があるが、これとは全く別（こちらは大手デベロッパーの団体）なので注意を要する。
関連団体の公益社団法人不動産保証協会（ふどうさんほしょうきょうかい、Real Estate Guarantee Association）に及び全日本不動産政治連盟（ぜんにほんふどうさんせいじれんめい）ついても本項で述べる。

## 総本部
東京都千代田区紀尾井町3番30号 全日会館。（不動産保証協会も同じ）
各都道府県に都道府県本部を置く。つい最近まで空白県があったが、最後までなかった福井県も2007年に県本部が開設され、ようやく全都道府県に設置された。

## 不動産保証協会
不動産保証協会は、1973年に設立。手付金保証事業の他、全日会員に関する苦情の受付なども行っている。

## 全日本不動産政治連盟
全日本不動産政治連盟（通称：日政連）は、1978年に設立。全日本不動産協会を母体として設立された政治団体（政治連盟）である。設立には野田卯一（自民党の代議士・元建設大臣）がかかわっている。2014年には自民党所属の議員らで構成された「全日本不動産政策推進議員連盟」（会長：野田聖子）の設立に関与している。